# شهرام مکری
شهرام مکری (متولد ۲۶ مرداد ۱۳۵۷ - کرمانشاه) فیلم‌نامه‌نویس، تدوین‌گر و کارگردان سینمای ایرانی است. او دارای مدرک کارشناسی سینما (گرایش کارگردانی) از دانشگاه سوره است. شهرام مکری، آموزش فیلم‌سازی را در دفتر انجمن سینمای جوان کرمانشاه شروع کرد و با فیلم کوتاه «طوفان سنجاقک» (۱۳۸۱) که نخستین فیلم کوتاه اوست، وارد سینما شد. او هم‌چنین در پنجاه و هفتمین دوره جشنواره بین‌المللی فیلم شیکاگو به عنوان یکی از پنج داور بخش اصلی انتخاب شد.

## زندگی‌نامه
مکری با دریافت سه سیمرغ بلورین از جشنواره فیلم فجر برای فیلم‌های کوتاه رکورد دار دریافت سیمرغ بلورین در این بخش است. او همچنین دو تندیس از جشن خانه سینما و هفت تندیس برای مجموعهٔ فیلم‌های کوتاهش از جشنواره بین‌المللی فیلم کوتاه تهران دارد. شهرام مکری علاوه بر فیلم‌سازی به عنوان مدرس فیلم در دانشگاه سوره تهران، دانشگاه هنر، و همچنین مدرسه فیلم کارنامه و مدرسه فیلم بامداد مشغول به کار بوده. مکری با ساخت فیلم ماهی و گربه توانست جایزهٔ ویژهٔ بخش افق‌های جشنواره فیلم ونیز را در سال ۲۰۱۳ به دلیل «محتوای خلاقانه» از آنِ خود کند.
همچنین هوگوی نقره‌ای در جشنوارهٔ فیلم شیکاگو در بخش اصلی برای فیلم جنایت بی‌دقت و جایزهٔ بهترین فیلم‌نامه منتقدان ونیز برای همین فیلم از دیگر جوایز او هستند. هر چهار فیلم مکری در نمایش اول خود در یکی از جشنواره‌های مهم دنیا به نمایش درآمده‌اند. اشکان، انگشتر متبرک و چند داستان دیگر در جشنواره بوسان ماهی و گربه در جشنواره ونیز، هجوم در جشنواره برلین جنایت بی‌دقت در جشنواره ونیز. شهرام مکری از اعضا هیئت مؤسس انجمن فیلم کوتاه خانهٔ سینما ایسفا است. او همچنین سه دوره در هیئت مدیرهٔ این انجمن حضور داشته‌است. او در سال ۱۳۸۲ به عنوان جوان نمونه کشور در رشته‌های هنری توسط سازمان ملی جوانان انتخاب شد. همچنین او به عنوان یکی از داوران بخش افق‌های نو هفتاد و هشتمین جشنوارهٔ بین‌المللی فیلم ونیز (۲۰۲۱) انتخاب شد.

## فیلم‌شناسی
| سال   | عنوان                                 | سمت      | سمت     | توضیحات                    |
| سال   | عنوان                                 | کارگردان | نویسنده | توضیحات                    |
| ----- | ------------------------------------- | -------- | ------- | -------------------------- |
| ۱۳۹۸  | جنایت بی‌دقت                           | آری      | آری     | نویسندهٔ مشترک:نسیم احمدپور |
| ۱۳۹۶  | هجوم                                  | آری      | آری     | نویسندهٔ مشترک:نسیم احمدپور |
| ۱۳۹۲  | ماهی و گربه                           | آری      | آری     | نویسندهٔ همکار:نسیم احمدپور |
| ۲۰۱۱م | خام، پخته، سوخته                      | آری      | آری     | فیلم کوتاه                 |
|       | اردک آبی                              | آری      | آری     | مستند تلویزیونی            |
| ۲۰۰۸م | اشکان، انگشتر متبرک و چند داستان دیگر | آری      | آری     |                            |
| ۲۰۰۷م | آندوسی                                | آری      | آری     | فیلم کوتاه                 |
| ۲۰۰۵م | محدوده دایره                          | آری      | آری     | فیلم کوتاه                 |
| ۲۰۰۲م | طوفان سنجاقک                          | آری      | آری     | فیلم کوتاه                 |

## جایزه‌ها
- برندهٔ سیمرغ بلورین بهترین فیلم کوتاه (محدوده دایره) دورهٔ ۲۵ جشنواره فیلم فجر (مسابقه بین‌الملل))
- برندهٔ سیمرغ بلورین بهترین فیلم کوتاه (طوفان سنجاقک) دورهٔ ۲۲ جشنواره فیلم فجر (مسابقه ایران)
- برندهٔ سیمرغ بلورین بهترین فیلم کوتاه (طوفان سنجاقک) دورهٔ ۲۲ جشنواره فیلم فجر (مسابقه بین‌الملل)
- برندهٔ تندیس جشن خانه سینما برای فیلم کوتاه آندو-سی.[۷]
- برندهٔ تندیس جشن خانه سینما برای فیلم محدوده دایره.[۸]
- برندهٔ مدال نقره یونیکا از آلمان (فیلمسازان آماتور جهان) برای فیلم طوفان سنجاقک.
- برندهٔ جایزه بهترین فیلم تجربی از جشنواره بین‌المللی فیلم کوتاه تهران برای طوفان سنجاقک.[۹]
- برندهٔ بهترین فیلم تجربی بخش بین‌الملل از جشنواره بین‌المللی فیلم کوتاه تهران برای طوفان سنجاقک.
- برندهٔ جایزه بهترین فیلم تماشاگران ازجشنواره بین‌المللی فیلم کوتاه تهران برای فیلم طوفان سنجاقک.
- برندهٔ جایزه بهترین فیلم تجربی بخش بین‌الملل ازجشنواره بین‌المللی فیلم کوتاه تهران تهران برای فیلم محدوده دایره.[۱۰]
- برنده جایزه بهترین فیلم تجربی بخش بین‌الملل از جشنواره بین‌المللی فیلم کوتاه تهران برای فیلم آندو-سی.[۱۱]
- برندهٔ جایزه بهترین فیلم تماشاگران از جشنواره بین‌المللی فیلم کوتاه تهران برای فیلم آندو-سی.
- برندهٔ جایزه بهترین فیلم تجربی بخش بین بین‌المللجشنواره بین‌المللی فیلم کوتاه تهران برای فیلم خام، پخته، سوخته.[۱۲]
- برندهٔ مدال برنز جشنوارهٔ اوبنزه برای فیلم طوفان سنجاقک.
- برندهٔ جایزه سوم از جشنوارهٔ فیلم کیش برای طوفان سنجاقک.
- برندهٔ جایزه بهترین فیلم کوتاه از جشنوارهٔ تاجیکستان برای محدوده دایره.
- برندهٔ جایزه ویژه هیئت داوران از جشنوارهٔ فیلم کوتاه سونی برای طوفان سنجاقک.
- برندهٔ جایزه یوز طلایی برای فیلم خام، سوخته از جشنواره بین‌المللی تاشکند.
- برندهٔ جایزه آکادمی فیلم قزاقستان برای فیلم خام، پخته،سوخته.
- برندهٔ لوح افتخار برای کارگردانی فیلم اشکان، انگشتر متبرک و چند داستان دیگر از جشنواره فیلم فجر.
- برندهٔ جایزه ویژه هیئت داوران از جشن منتقدان و نویسندگان سینمای ایران برای فیلم اشکان، انگشتر متبرک و چند داستان دیگر.
- برنده جایزه بخش افق برای مضمون نوآورانه، جشنوارهٔ ونیز سال ۲۰۱۳ برای فیلم ماهی و گربه.[۱۳]
- برندهٔ جایزه بهترین فیلم از جشنوارهٔ لیسبون برای ماهی و گربه.[۱۴]
- برندهٔ جایزه ویژه هیئت داوران برای فیلم ماهی و گربه از جشنواره فیلم دبی.[۱۵]
- برندهٔ جایزه فیپرشی از جشنواره فریبورگ برای فیلم ماهی و گربه.[۱۶]
- برندهٔ جایزه ویژه هیئت داوران از جشنوارهٔ فریبورگ برای ماهی و گربه.[۱۷]
- برنده جایزه بهترین فیلم از جشنواره ایف استانبول برای فیلم ماهی و گربه.[۱۸]
- برندهٔ جایزه بهترین فیلم منتقدان از جشنواره ایف استانبول برای فیلم ماهی و گربه.[۱۹]
- برنده جایزه بهترین فیلم تماشاگران از جشنوارهٔ بلد برای فیلم ماهی و گربه.[۲۰]
- برندهٔ جایزه انجمن منتقدان ونیز برای فیلم‌نامه جنایت بی دقت (مشترک با نسیم احمدپور)
- برندهٔ هوگوی نقره ای از جشنواره فیلم شیکاگو در بخش اصلی برای فیلم جنایت بی دقت.
- برندهٔ جایزه بهترین فیلم‌نامه (مشترک با نسیم احمدپور)از جشنواره بین‌المللی داکا.